# 古塔-利西夫西卡
51°15′10″N 25°43′49″E / 51.25278°N 25.73028°E
古塔-利西夫西卡（烏克蘭語：Гута-Лісівська）是烏克蘭西部的村莊，隸屬沃倫州的卡明-卡希爾斯基區。該村面積2.13平方公里，海拔高度171米，2001年人口400，人口密度每平方公里167.06人。